# 世界卫生日
世界卫生日（World Health Day）是由世界卫生组织在1948年举行的第一届世界卫生大会上决定设立的。当时的世界卫生日被定为7月22日，这是为了纪念1946年7月22日，61个国家签署的世界卫生组织“组织法”正式被批准的事件。由于世界卫生组织设立此纪念日的目的在于借此机会举办各种宣传活动，而7月时大多数国家的学校正在放假，不便于在青少年中开展活动，1950年起，世界卫生日的日期被改在每年的4月7日（“组织法”正式生效之日期）。
世界卫生日旨在引起世界对卫生、健康工作的关注，提高人们对卫生领域的素质和认识。“组织法”规定，每年世界卫生日，世界卫生组织公布一个宣传主题，各国围绕该主题展开宣传活动，以促进卫生事业的发展。

## 历年主题
- 1950年 了解你周围的卫生机构
- 1951年 为了你和孩子们的健康
- 1952年 在清洁的环境里健康地生活
- 1953年 健康是金
- 1954年 护士，卫生的先锋
- 1955年 水，健康的镜子
- 1956年 疾病的同谋犯
- 1957年 食物与健康
- 1958年 卫生进步的十年

2007年世界卫生日标志

- 1959年 近年来的世界精神疾患和精神卫生
- 1960年 消灭疟疾——全世界的宣战
- 1961年 可以不发生的事故
- 1962年 防盲
- 1963年 饥饿，大众的疾病
- 1964年 对结核病仍要提高警惕
- 1965年 天花，经常的警报
- 1966年 人类和他的城市
- 1967年 健康的卫士
- 1968年 未来世界的卫生
- 1969年 健康、工作和生产力
- 1970年 为了抢救生命，及时发现癌症
- 1971年 糖尿病患者也能健康地生活
- 1972年 心脏，健康的中心
- 1973年 健康从家开始
- 1974年 清洁的食物，更好的身体
- 1975年 治天花，只能前进，不能后退
- 1976年 预见和预防眼疾
- 1977年 防疫注射，就是保护你的孩子
- 1978年 当心你的血压
- 1979年 健康的儿童，世界的未来
- 1980年 要吸烟还是要明天的财富——健康
- 1981年 2000年人人享有健康
- 1982年 活得更长一些
- 1983年 2000年人人享有健康，倒计时已经开始
- 1984年 儿童的健康，明天的财富
- 1985年 健康的青年，我们最好的资源
- 1986年 健康地生活，人类均可为胜者
- 1987年 免疫——每个儿童应有的机会
- 1988年 第一个世界无烟日
- 1989年 大家谈健康
- 1990年 环境与健康
- 1991年 居安思危，有备无患，防备意外
- 1992年 心跳——健康地节律
- 1993年 善待生命——预防意外伤亡和暴力
- 1994年 健康的生活需要口腔卫生
- 1995年 全球根除脊髓灰质炎
- 1996年 为更好的生活创建卫生城市
- 1997年 全球警惕，立即行动——防范新出现的传染病
- 1998年 母亲安全
- 1999年 积极生活，安享晚年
- 2000年 安全血液从我开始
- 2001年 精神卫生：消除偏见，勇于关爱
- 2002年 运动有益健康
- 2003年 让儿童拥有一个健康的环境
- 2004年 交通安全，防患未然
- 2005年 珍爱每一位母亲和儿童
- 2006年 通力合作，增进健康
- 2007年 国际卫生安全
- 2008年 防範氣候變遷帶來的健康影響
- 2009年 拯救生命，加强医院应对紧急情况的能力
- 2010年 城市化与健康
- 2011年 抗菌素耐药性：今天不采取行动，明天就无药可用
- 2013年 控制高血壓
- 2014年 病媒传播的疾病
- 2015年 食品安全
- 2016年 打败糖尿病
- 2017年 一起来聊抑郁症
- 2018年 全民健康覆蓋(UHC)
- 2019年 全民健康覆蓋(UHC)
- 2020年 支持护士和助产士[1]
- 2021年 建設一個更公平、更健康的世界
- 2022年 我们的地球，我们的健康[2]
- 2023年 人人享有健康
- 2024年 我的健康，我的权利[3]
- 2025年 健康起點，希望未來[4]